# Wilmot, Ohio
Wilmot är en ort i Stark County i delstaten Ohio i USA.